# National- und Universitätsbibliothek „Heiliger Kliment von Ohrid“

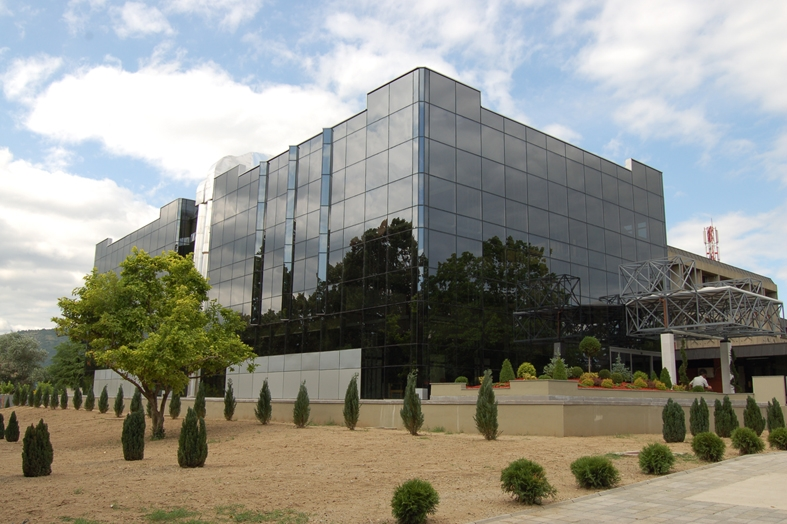
Das Gebäude der Bibliothek (2009)

Die National- und Universitätsbibliothek „Heiliger Kliment von Ohrid“ (mazedonisch Национална и универзитетска библиотека „Св. Климент Охридски“) in Skopje ist eine der ersten Institutionen, die vom Antifaschistischen Rat der Volksbefreiung Mazedoniens (ASNOM) am 23. November 1944 gegründet wurde.

## Geschichte
Das mazedonische Bibliothekswesen hat eine lange Tradition, die sich bis auf das Wirken der Gelehrten Kyrill von Saloniki (826–869) und Method von Saloniki (820–885) zurückverfolgen lässt. Der Schutzheilige der Bibliothek, Kliment von Ohrid (840–916) gründete die erste Klosterbibliothek im Kloster des heiligen Pantaleon in Ohrid und wird als Gründer des Bibliothekswesens in dieser Region angesehen. Viele mittelalterliche Klosterbibliotheken, deren Bestände sich heute zum Teil im Besitz der National- und Universitätsbibliothek befinden, führten das Bibliothekswesen in Mazedonien fort.
Der Gründungsbestand der National- und Universitätsbibliothek umfasst 150.000 Medieneinheiten, hauptsächlich wissenschaftliche Publikationen aus den Geistes- und Sozialwissenschaften: Literatur, Ethnologie, Geografie, Geschichte usw. Hinzu kommen Nachschlagewerke und ca. 300 wissenschaftliche Zeitschriften.
Ab 1945 erhielt die Bibliothek nach einem Beschluss der ASNOM ein Exemplar aller in Mazedonien und im ehemaligen Jugoslawien veröffentlichten Medien. Auf diese Weise wurde sie zur Archivbibliothek der ehemaligen Sozialistischen Republik Mazedonien und eine der acht jugoslawischen Archivbibliotheken. Seit der Unabhängigkeit Mazedoniens 1991 wird die Bibliothek als Archiv für mazedonische Publikationen genutzt.
Die Bibliothek hat zur Zeit 50 Lese- und 12 Arbeitsplätze.

## Gebäude
Die Überschwemmung 1962 und das Erdbeben 1963 in Skopje zerstörten das Bibliotheksgebäude fast vollständig. Der Bestand, der zu diesem Zeitpunkt ca. 500.000 Medieneinheiten umfasste, wurde schwer beschädigt. Anfang 1964 wurde der Bestand in ein eigens dafür errichtetes Fertighaus ausgelagert. Dort wurde der Bibliotheksbetrieb aufrechterhalten, bis das neue, moderne Gebäude 1972 bezogen werden konnte.
Das neue Gebäude der Bibliothek wurde 1971 vom Architekt Petar Mulichkovski gebaut. Es befindet sich im Zentrum von Skopje, am Boulevard Gotse Delchev 6. Das Gebäude ist ein Kulturdenkmal.

## Bibliotheksleitung
- Georgi Shoptrayanov (1944–1946)
- Emanuel Chuchkov (1946–1947)
- Elaminonda Popandonov (1948–1951)
- Mitko Zafirovski  (1951–1972)
- Ivan Katardjiev (1972–1978)
- Dimitar Solev (1978–1987)
- Vase Manchev (1987–1993)
- Vera Kalajlievska (1994–1999)
- Mladen Sarbinovski (1999–1999)
- Paskal Gilevski (1999–2002)
- Borko Zafirovski (2002–2006)
- Mile Boscheski (2006–2014)
- Ivan Zarov (2014–2017)
- Senka Naumovska (2017–)